# Tomba dell’Orco

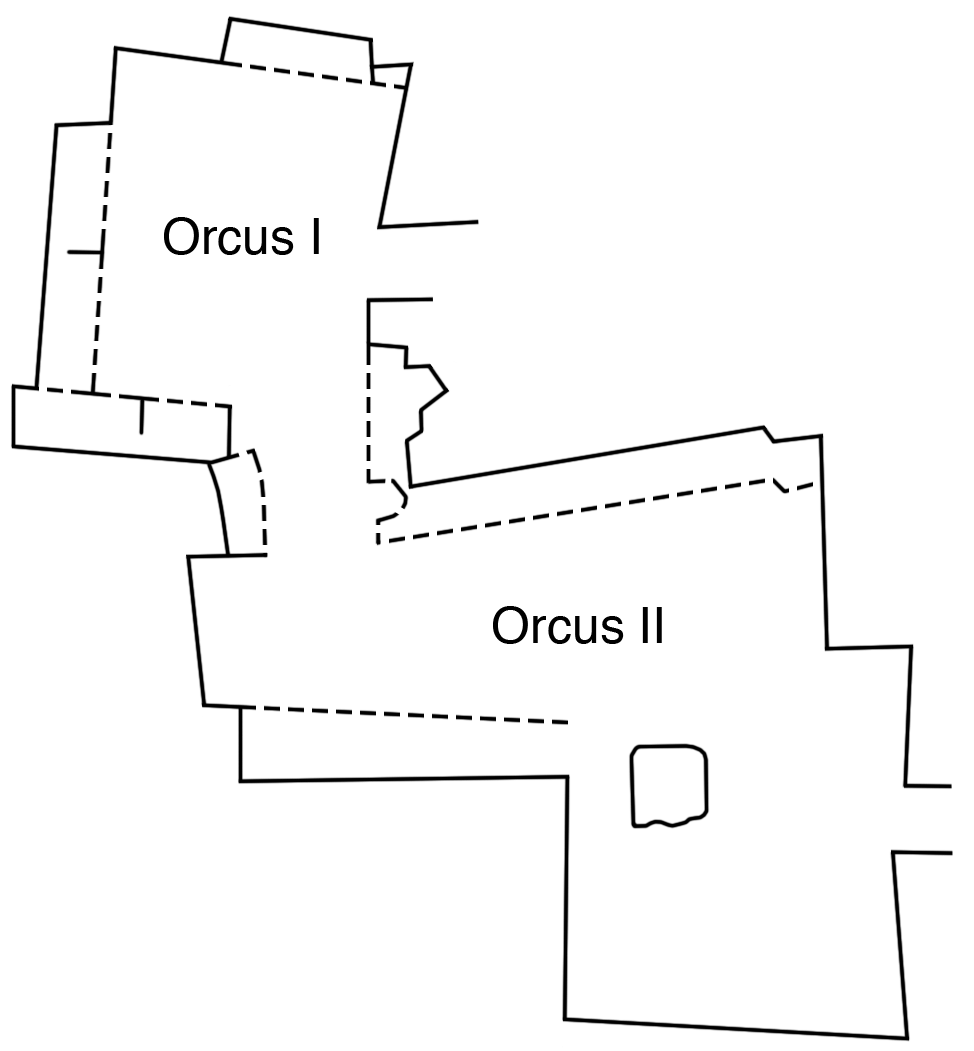
Plan des Grabes

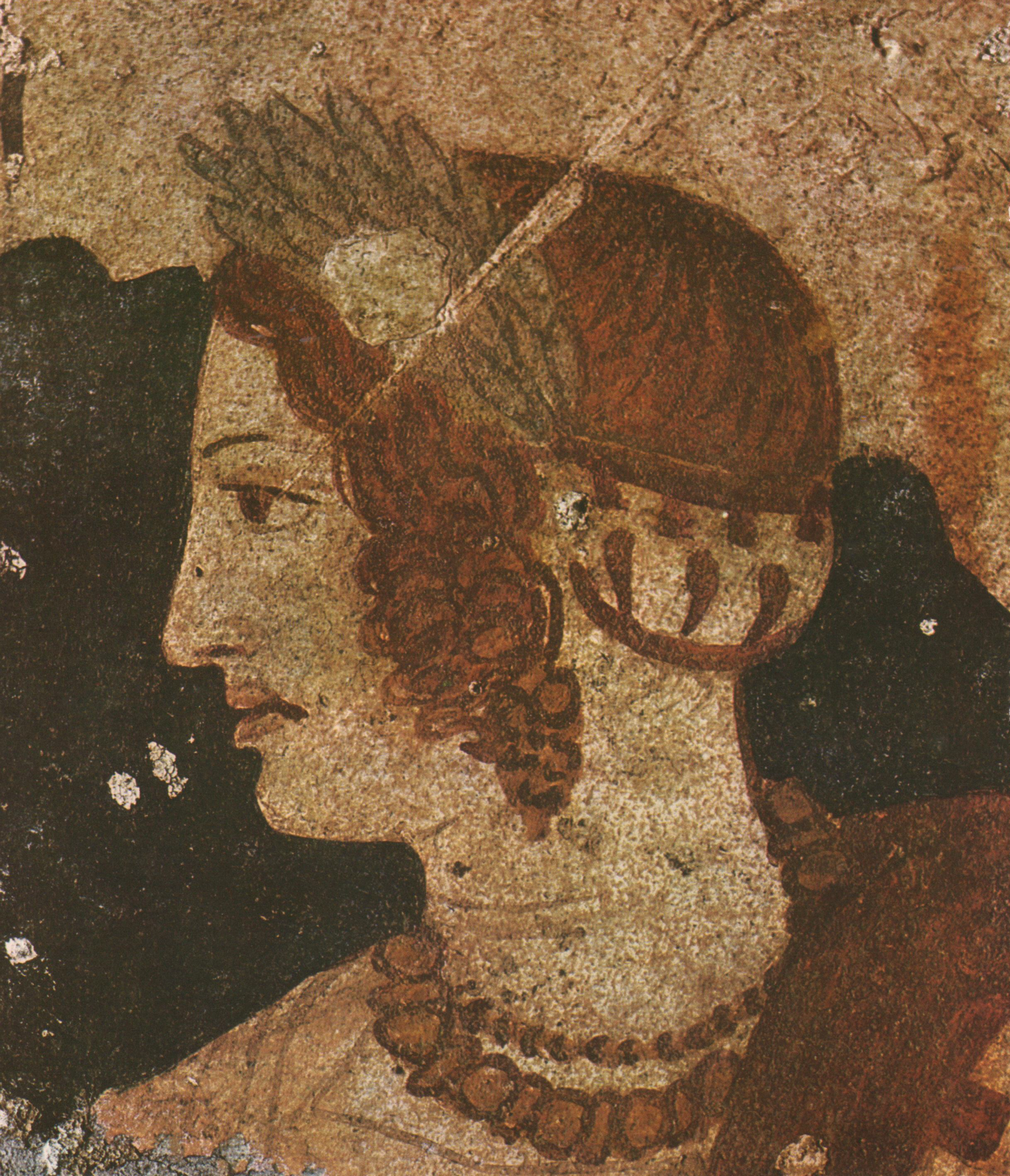
Bild der Velchia

Die Tomba dell’Orco (deutsch Grab des Orkus oder Grab der Unterwelt, auch Tomba del Polifemo) ist eine etruskische Grabanlage, die zur Monterozzi-Nekropole in Tarquinia gehört.
Das Grab wurde 1868 durch einen Offizier der französischen Armee entdeckt. Wohl bei dem Versuch des Offiziers, die Fresken der Grabkammer vom Untergrund zu lösen, um sie für den Louvre nach Paris zu transportieren, sollen die vorher gut erhaltenen Wandmalereien zu einem großen Teil zerstört worden sein. Bald darauf wurde das Grab von Louis Schulz in farbigen Zeichnungen aufgenommen und von Wolfgang Helbig 1869 publiziert. Ab 1895 wurden viele Fresken im Rahmen des Kopenhagener Dokumentationsprojektes unter Leitung Helbigs detailliert gezeichnet, jedoch nicht veröffentlicht. 
Bei der Grabanlage handelte sich ursprünglich um zwei unabhängige Grabkammern, die aber schon in der Antike zusammengelegt wurden. Die ältere ist das Grab der Velchia oder Velia, bei dem steile Stufen in einen etwa 4,5 × 4,5 m großen Raum führten. In die Wände waren Nischen eingelassen, in denen ursprünglich Sarkophage standen. Die ganze Kammer war einst ausgemalt, doch ist davon nicht mehr viel erhalten. Besonders berühmt ist aber das Bild einer Frau, das zu den schönsten Beispielen etruskischer Malerei zählt. Das Grab datiert vom Ende des 4. Jahrhunderts v. Chr.
Das Grab des Polyphem ist die andere Grabanlage. Der originale Eingang ist noch nicht ausgegraben. Auch dieses Grab war vollständig mit Figuren aus der griechischen Mythologie ausgemalt. Auf der Rückwand erscheinen Hades und Persephone, aus deren Lockenkopf Schlangen hervorkommen. Auf der linken Wand sieht man Ajax, Teiresias und Agamemnon, auf der rechten Wand Theseus und Peirithoos, an einem Tisch sitzend. Hinter ihnen steht Tuchulcha. Dieses Grab datiert von der Wende vom 3. zum 2. Jahrhundert v. Chr.
Beide Grabanlagen wurden in der Antike vereinigt, wobei Teile der Dekoration zerstört wurden. Der neu entstandene Raum wurde nicht ausgemalt.
Während frühere etruskische Gräber die Freuden des Lebens zeigen, wurden die späteren oftmals mit Szenen aus der Unterwelt dekoriert. Dieses Grab bietet eines der besten Beispiele dafür.